# Luis Aurelio Coloma
Luis Aurelio Coloma Román est un herpétologiste équatorien né en 1962.
Diplômé de l'Université du Kansas, il travaille au Museo de Zoología, Centro de Biodiversidad y Ambiente. Departamento de Ciencias Biológicas,
de Université pontificale catholique d'Équateur.

## Taxons nommés en son honneur
- Andinophryne colomai Hoogmoed, 1985
- Riama colomaromani Kizirian, 1996[1]
- Pristimantis colomai (Lynch & Duellman, 1997)
- Noblella coloma Guayasamin & Terán, 2009

## Espèces décrites
- Atelopus guanujo
- Atelopus nanay
- Colostethus awa
- Colostethus chalcopis
- Colostethus delatorreae
- Colostethus machalilla
- Colostethus maquipucuna
- Colostethus picacho
- Colostethus toachi
- Colostethus wayuu
- Hyloscirtus staufferorum
- Hyloscirtus tapichalaca
- Pristimantis andinognomus
- Pristimantis simonbolivari

## Sources biographique et bibliographique
- CV pro et bibliographie en ligne